# Liste der Kulturdenkmale in Berlin-Rummelsburg

Lage von Rummelsburg in Berlin

In der Liste der Kulturdenkmale von Rummelsburg sind die Kulturdenkmale des Berliner Ortsteils Rummelsburg im Bezirk Lichtenberg aufgeführt.

## Denkmalbereiche (Ensembles)
| Nr.      | Lage | Offizielle Bezeichnung | Bestandteile / Beschreibung                                                                                    | Bild                                 |
| -------- | --- | --- | --- | ------------------------------------ |
| 09095332 | Blockdammweg 29 (Lage) | Gaswerk Friedrichsfelde | Bestandteile des Ensembles:                                                                                    | Bestandteile des Ensembles:          |
| 09095332 | Blockdammweg 29 (Lage) | Gaswerk Friedrichsfelde | 09095333 – Direktorenwohnhaus, 1913–1914                                                                       |                                      |
| 09095332 | Blockdammweg 29 (Lage) | Gaswerk Friedrichsfelde | 09095334 – ehem. Apparatehaus mit Wasserturm, 1913–1914                                                        |                                      |
| 09095332 | Blockdammweg 29 (Lage) | Gaswerk Friedrichsfelde | 09095331 – ehem. Reinigerhaus, 1913–1914                                                                       |                                      |
| 09095332 | Blockdammweg 29 (Lage) | Gaswerk Friedrichsfelde | 09095337 – Druckreglerstation, 1914                                                                            |                                      |
| 09095332 | Blockdammweg 29 (Lage) | Gaswerk Friedrichsfelde | 09095335 – ehem. Kesselhaus, 1913–1914                                                                         |                                      |
| 09096025 | Hauptstraße 11–13 Gustav-Holzmann-Straße 4 Zur Alten Flussbadeanstalt 4, 8 (Lage)                                                                                     | Aceta-Werke, Aktiengesellschaft für Anilinfarben (Agfa)/ IG Farben Tochter Aceta GmbH Baudenkmale siehe: Gustav-Holzmann-Straße 4 Zur Alten Flussbadeanstalt 4 Gesamtanlage siehe: Hauptstraße 11–12 | Fabrikanlage, 1872, um 1926, um 1938                                                                           | Fabrikanlage, 1872, um 1926, um 1938 |
| 09096025 | Hauptstraße 11–13 Gustav-Holzmann-Straße 4 Zur Alten Flussbadeanstalt 4, 8 (Lage)                                                                                     | Aceta-Werke, Aktiengesellschaft für Anilinfarben (Agfa)/ IG Farben Tochter Aceta GmbH Baudenkmale siehe: Gustav-Holzmann-Straße 4 Zur Alten Flussbadeanstalt 4 Gesamtanlage siehe: Hauptstraße 11–12 | Weiterer Bestandteil des Ensembles:                                                                            |                                      |
| 09096025 | Hauptstraße 11–13 Gustav-Holzmann-Straße 4 Zur Alten Flussbadeanstalt 4, 8 (Lage)                                                                                     | Aceta-Werke, Aktiengesellschaft für Anilinfarben (Agfa)/ IG Farben Tochter Aceta GmbH Baudenkmale siehe: Gustav-Holzmann-Straße 4 Zur Alten Flussbadeanstalt 4 Gesamtanlage siehe: Hauptstraße 11–12 | 09096038 – Hauptstraße 13, Produktionsgebäude, um 1920                                                         |                                      |
| 09096025 | Hauptstraße 11–13 Gustav-Holzmann-Straße 4 Zur Alten Flussbadeanstalt 4, 8 (Lage)                                                                                     | Aceta-Werke, Aktiengesellschaft für Anilinfarben (Agfa)/ IG Farben Tochter Aceta GmbH Baudenkmale siehe: Gustav-Holzmann-Straße 4 Zur Alten Flussbadeanstalt 4 Gesamtanlage siehe: Hauptstraße 11–12 | Ehemalige Bestandteile des Ensembles:                                                                          |                                      |
| 09096025 | Hauptstraße 11–13 Gustav-Holzmann-Straße 4 Zur Alten Flussbadeanstalt 4, 8 (Lage)                                                                                     | Aceta-Werke, Aktiengesellschaft für Anilinfarben (Agfa)/ IG Farben Tochter Aceta GmbH Baudenkmale siehe: Gustav-Holzmann-Straße 4 Zur Alten Flussbadeanstalt 4 Gesamtanlage siehe: Hauptstraße 11–12 | 09096036 – Hauptstraße 9–10, Remisengebäude, um 1895                                                           |                                      |
| 09096025 | Hauptstraße 11–13 Gustav-Holzmann-Straße 4 Zur Alten Flussbadeanstalt 4, 8 (Lage)                                                                                     | Aceta-Werke, Aktiengesellschaft für Anilinfarben (Agfa)/ IG Farben Tochter Aceta GmbH Baudenkmale siehe: Gustav-Holzmann-Straße 4 Zur Alten Flussbadeanstalt 4 Gesamtanlage siehe: Hauptstraße 11–12 | 09090546 – Hauptstraße 9–10, Schlosserei, um 1925                                                              |                                      |
| 09096025 | Hauptstraße 11–13 Gustav-Holzmann-Straße 4 Zur Alten Flussbadeanstalt 4, 8 (Lage)                                                                                     | Aceta-Werke, Aktiengesellschaft für Anilinfarben (Agfa)/ IG Farben Tochter Aceta GmbH Baudenkmale siehe: Gustav-Holzmann-Straße 4 Zur Alten Flussbadeanstalt 4 Gesamtanlage siehe: Hauptstraße 11–12 | 09090545 – Hauptstraße 9–10, 2 Eisenkunstgusswendeltreppen, um 1880 und 1890                                   |                                      |
| 09040179 | Lückstraße 18, 20 (Lage) | Kolonistenhäuser Baudenkmale siehe: Lückstraße 18; 20 | |                                      |
| 09040184 | Margaretenstraße 5–6 (Lage) | Mietshäuser | Bestandteile des Ensembles:                                                                                    | Bestandteile des Ensembles:          |
| 09040184 | Margaretenstraße 5–6 (Lage) | Mietshäuser | 09040185 – Margaretenstraße 5, Mietshaus, um 1890                                                              |                                      |
| 09040184 | Margaretenstraße 5–6 (Lage) | Mietshäuser | Treppenhausmalerei                                                                                             |                                      |
| 09040184 | Margaretenstraße 5–6 (Lage) | Mietshäuser | Hof mit Remise, Schuppen und Mauern                                                                            |                                      |
| 09040184 | Margaretenstraße 5–6 (Lage) | Mietshäuser | 09040186 – Margaretenstraße 6, Mietshaus, um 1890                                                              |                                      |
| 09040184 | Margaretenstraße 5–6 (Lage) | Mietshäuser | Hofgebäude |                                      |
| 09095234 | Pfarrstraße 87–94, 96–98, 100–104, 106–108, 110–114, 116–140, 142, 144/146 Hauffstraße 2–4 Kaskelstraße 4, 5/9, 10–16, 17, 19, 21, 22/24 Kernhofer Straße 1–16 (Lage) | Mietshäuser mit Kuhgraben Baudenkmale siehe: Kaskelstraße 13 Kernhofer Straße 16 Pfarrstraße 91 | Weitere Bestandteile des Ensembles:                                                                            | Weitere Bestandteile des Ensembles:  |
| 09095234 | Pfarrstraße 87–94, 96–98, 100–104, 106–108, 110–114, 116–140, 142, 144/146 Hauffstraße 2–4 Kaskelstraße 4, 5/9, 10–16, 17, 19, 21, 22/24 Kernhofer Straße 1–16 (Lage) | Mietshäuser mit Kuhgraben Baudenkmale siehe: Kaskelstraße 13 Kernhofer Straße 16 Pfarrstraße 91 | 09095321 – Hauffstraße 2, Mietshaus, um 1900                                                                   |                                      |
| 09095234 | Pfarrstraße 87–94, 96–98, 100–104, 106–108, 110–114, 116–140, 142, 144/146 Hauffstraße 2–4 Kaskelstraße 4, 5/9, 10–16, 17, 19, 21, 22/24 Kernhofer Straße 1–16 (Lage) | Mietshäuser mit Kuhgraben Baudenkmale siehe: Kaskelstraße 13 Kernhofer Straße 16 Pfarrstraße 91 | 09095322 – Hauffstraße 3, Mietshaus, um 1900                                                                   |                                      |
| 09095234 | Pfarrstraße 87–94, 96–98, 100–104, 106–108, 110–114, 116–140, 142, 144/146 Hauffstraße 2–4 Kaskelstraße 4, 5/9, 10–16, 17, 19, 21, 22/24 Kernhofer Straße 1–16 (Lage) | Mietshäuser mit Kuhgraben Baudenkmale siehe: Kaskelstraße 13 Kernhofer Straße 16 Pfarrstraße 91 | 09095310 – Kaskelstraße 4, Mietshaus, 1891                                                                     |                                      |
| 09095234 | Pfarrstraße 87–94, 96–98, 100–104, 106–108, 110–114, 116–140, 142, 144/146 Hauffstraße 2–4 Kaskelstraße 4, 5/9, 10–16, 17, 19, 21, 22/24 Kernhofer Straße 1–16 (Lage) | Mietshäuser mit Kuhgraben Baudenkmale siehe: Kaskelstraße 13 Kernhofer Straße 16 Pfarrstraße 91 | 09095311 – Kaskelstraße 5, Mietshaus, 1893                                                                     |                                      |
| 09095234 | Pfarrstraße 87–94, 96–98, 100–104, 106–108, 110–114, 116–140, 142, 144/146 Hauffstraße 2–4 Kaskelstraße 4, 5/9, 10–16, 17, 19, 21, 22/24 Kernhofer Straße 1–16 (Lage) | Mietshäuser mit Kuhgraben Baudenkmale siehe: Kaskelstraße 13 Kernhofer Straße 16 Pfarrstraße 91 | 09095312 – Kaskelstraße 7, Mietshaus, 1891                                                                     |                                      |
| 09095234 | Pfarrstraße 87–94, 96–98, 100–104, 106–108, 110–114, 116–140, 142, 144/146 Hauffstraße 2–4 Kaskelstraße 4, 5/9, 10–16, 17, 19, 21, 22/24 Kernhofer Straße 1–16 (Lage) | Mietshäuser mit Kuhgraben Baudenkmale siehe: Kaskelstraße 13 Kernhofer Straße 16 Pfarrstraße 91 | Remise |                                      |
| 09095234 | Pfarrstraße 87–94, 96–98, 100–104, 106–108, 110–114, 116–140, 142, 144/146 Hauffstraße 2–4 Kaskelstraße 4, 5/9, 10–16, 17, 19, 21, 22/24 Kernhofer Straße 1–16 (Lage) | Mietshäuser mit Kuhgraben Baudenkmale siehe: Kaskelstraße 13 Kernhofer Straße 16 Pfarrstraße 91 | 09095314 – Kaskelstraße 15, Mietshaus, 1891                                                                    |                                      |
| 09095234 | Pfarrstraße 87–94, 96–98, 100–104, 106–108, 110–114, 116–140, 142, 144/146 Hauffstraße 2–4 Kaskelstraße 4, 5/9, 10–16, 17, 19, 21, 22/24 Kernhofer Straße 1–16 (Lage) | Mietshäuser mit Kuhgraben Baudenkmale siehe: Kaskelstraße 13 Kernhofer Straße 16 Pfarrstraße 91 | Remisen, um 1895                                                                                               |                                      |
| 09095234 | Pfarrstraße 87–94, 96–98, 100–104, 106–108, 110–114, 116–140, 142, 144/146 Hauffstraße 2–4 Kaskelstraße 4, 5/9, 10–16, 17, 19, 21, 22/24 Kernhofer Straße 1–16 (Lage) | Mietshäuser mit Kuhgraben Baudenkmale siehe: Kaskelstraße 13 Kernhofer Straße 16 Pfarrstraße 91 | 09095315 – Kaskelstraße 17, Mietshaus, um 1890                                                                 |                                      |
| 09095234 | Pfarrstraße 87–94, 96–98, 100–104, 106–108, 110–114, 116–140, 142, 144/146 Hauffstraße 2–4 Kaskelstraße 4, 5/9, 10–16, 17, 19, 21, 22/24 Kernhofer Straße 1–16 (Lage) | Mietshäuser mit Kuhgraben Baudenkmale siehe: Kaskelstraße 13 Kernhofer Straße 16 Pfarrstraße 91 | Nebengebäude                                                                                                   |                                      |
| 09095234 | Pfarrstraße 87–94, 96–98, 100–104, 106–108, 110–114, 116–140, 142, 144/146 Hauffstraße 2–4 Kaskelstraße 4, 5/9, 10–16, 17, 19, 21, 22/24 Kernhofer Straße 1–16 (Lage) | Mietshäuser mit Kuhgraben Baudenkmale siehe: Kaskelstraße 13 Kernhofer Straße 16 Pfarrstraße 91 | 09095316 – Kaskelstraße 19, Mietshaus, um 1890                                                                 |                                      |
| 09095234 | Pfarrstraße 87–94, 96–98, 100–104, 106–108, 110–114, 116–140, 142, 144/146 Hauffstraße 2–4 Kaskelstraße 4, 5/9, 10–16, 17, 19, 21, 22/24 Kernhofer Straße 1–16 (Lage) | Mietshäuser mit Kuhgraben Baudenkmale siehe: Kaskelstraße 13 Kernhofer Straße 16 Pfarrstraße 91 | Werkstatt |                                      |
| 09095234 | Pfarrstraße 87–94, 96–98, 100–104, 106–108, 110–114, 116–140, 142, 144/146 Hauffstraße 2–4 Kaskelstraße 4, 5/9, 10–16, 17, 19, 21, 22/24 Kernhofer Straße 1–16 (Lage) | Mietshäuser mit Kuhgraben Baudenkmale siehe: Kaskelstraße 13 Kernhofer Straße 16 Pfarrstraße 91 | 09095317 – Kaskelstraße 21, Mietshaus, 1891                                                                    |                                      |
| 09095234 | Pfarrstraße 87–94, 96–98, 100–104, 106–108, 110–114, 116–140, 142, 144/146 Hauffstraße 2–4 Kaskelstraße 4, 5/9, 10–16, 17, 19, 21, 22/24 Kernhofer Straße 1–16 (Lage) | Mietshäuser mit Kuhgraben Baudenkmale siehe: Kaskelstraße 13 Kernhofer Straße 16 Pfarrstraße 91 | 09095319 – Kaskelstraße 24, Mietshaus, 1889                                                                    |                                      |
| 09095234 | Pfarrstraße 87–94, 96–98, 100–104, 106–108, 110–114, 116–140, 142, 144/146 Hauffstraße 2–4 Kaskelstraße 4, 5/9, 10–16, 17, 19, 21, 22/24 Kernhofer Straße 1–16 (Lage) | Mietshäuser mit Kuhgraben Baudenkmale siehe: Kaskelstraße 13 Kernhofer Straße 16 Pfarrstraße 91 | Quergebäude |                                      |
| 09095234 | Pfarrstraße 87–94, 96–98, 100–104, 106–108, 110–114, 116–140, 142, 144/146 Hauffstraße 2–4 Kaskelstraße 4, 5/9, 10–16, 17, 19, 21, 22/24 Kernhofer Straße 1–16 (Lage) | Mietshäuser mit Kuhgraben Baudenkmale siehe: Kaskelstraße 13 Kernhofer Straße 16 Pfarrstraße 91 | 09095276 – Kernhofer Straße 1/3 / Kaskelstraße 22, Mietshaus, 1893                                             |                                      |
| 09095234 | Pfarrstraße 87–94, 96–98, 100–104, 106–108, 110–114, 116–140, 142, 144/146 Hauffstraße 2–4 Kaskelstraße 4, 5/9, 10–16, 17, 19, 21, 22/24 Kernhofer Straße 1–16 (Lage) | Mietshäuser mit Kuhgraben Baudenkmale siehe: Kaskelstraße 13 Kernhofer Straße 16 Pfarrstraße 91 | 09095277 – Kernhofer Straße 2 / Kaskelstraße 14/16, Mietshaus, 1891                                            |                                      |
| 09095234 | Pfarrstraße 87–94, 96–98, 100–104, 106–108, 110–114, 116–140, 142, 144/146 Hauffstraße 2–4 Kaskelstraße 4, 5/9, 10–16, 17, 19, 21, 22/24 Kernhofer Straße 1–16 (Lage) | Mietshäuser mit Kuhgraben Baudenkmale siehe: Kaskelstraße 13 Kernhofer Straße 16 Pfarrstraße 91 | 09095278 – Kernhofer Straße 4, Mietshaus, 1889                                                                 |                                      |
| 09095234 | Pfarrstraße 87–94, 96–98, 100–104, 106–108, 110–114, 116–140, 142, 144/146 Hauffstraße 2–4 Kaskelstraße 4, 5/9, 10–16, 17, 19, 21, 22/24 Kernhofer Straße 1–16 (Lage) | Mietshäuser mit Kuhgraben Baudenkmale siehe: Kaskelstraße 13 Kernhofer Straße 16 Pfarrstraße 91 | 09095279 – Kernhofer Straße 5, Mietshaus, 1889                                                                 |                                      |
| 09095234 | Pfarrstraße 87–94, 96–98, 100–104, 106–108, 110–114, 116–140, 142, 144/146 Hauffstraße 2–4 Kaskelstraße 4, 5/9, 10–16, 17, 19, 21, 22/24 Kernhofer Straße 1–16 (Lage) | Mietshäuser mit Kuhgraben Baudenkmale siehe: Kaskelstraße 13 Kernhofer Straße 16 Pfarrstraße 91 | 09095280 – Kernhofer Straße 6, Mietshaus, 1889                                                                 |                                      |
| 09095234 | Pfarrstraße 87–94, 96–98, 100–104, 106–108, 110–114, 116–140, 142, 144/146 Hauffstraße 2–4 Kaskelstraße 4, 5/9, 10–16, 17, 19, 21, 22/24 Kernhofer Straße 1–16 (Lage) | Mietshäuser mit Kuhgraben Baudenkmale siehe: Kaskelstraße 13 Kernhofer Straße 16 Pfarrstraße 91 | 09095281 – Kernhofer Straße 7, Mietshaus, 1889                                                                 |                                      |
| 09095234 | Pfarrstraße 87–94, 96–98, 100–104, 106–108, 110–114, 116–140, 142, 144/146 Hauffstraße 2–4 Kaskelstraße 4, 5/9, 10–16, 17, 19, 21, 22/24 Kernhofer Straße 1–16 (Lage) | Mietshäuser mit Kuhgraben Baudenkmale siehe: Kaskelstraße 13 Kernhofer Straße 16 Pfarrstraße 91 | 09095282 – Kernhofer Straße 9, Mietshaus, 1888                                                                 |                                      |
| 09095234 | Pfarrstraße 87–94, 96–98, 100–104, 106–108, 110–114, 116–140, 142, 144/146 Hauffstraße 2–4 Kaskelstraße 4, 5/9, 10–16, 17, 19, 21, 22/24 Kernhofer Straße 1–16 (Lage) | Mietshäuser mit Kuhgraben Baudenkmale siehe: Kaskelstraße 13 Kernhofer Straße 16 Pfarrstraße 91 | 09095283 – Kernhofer Straße 11, Mietshaus, 1889                                                                |                                      |
| 09095234 | Pfarrstraße 87–94, 96–98, 100–104, 106–108, 110–114, 116–140, 142, 144/146 Hauffstraße 2–4 Kaskelstraße 4, 5/9, 10–16, 17, 19, 21, 22/24 Kernhofer Straße 1–16 (Lage) | Mietshäuser mit Kuhgraben Baudenkmale siehe: Kaskelstraße 13 Kernhofer Straße 16 Pfarrstraße 91 | 09095284 – Kernhofer Straße 12, Mietshaus, 1889                                                                |                                      |
| 09095234 | Pfarrstraße 87–94, 96–98, 100–104, 106–108, 110–114, 116–140, 142, 144/146 Hauffstraße 2–4 Kaskelstraße 4, 5/9, 10–16, 17, 19, 21, 22/24 Kernhofer Straße 1–16 (Lage) | Mietshäuser mit Kuhgraben Baudenkmale siehe: Kaskelstraße 13 Kernhofer Straße 16 Pfarrstraße 91 | 09095285 – Kernhofer Straße 13, Mietshaus, 1889                                                                |                                      |
| 09095234 | Pfarrstraße 87–94, 96–98, 100–104, 106–108, 110–114, 116–140, 142, 144/146 Hauffstraße 2–4 Kaskelstraße 4, 5/9, 10–16, 17, 19, 21, 22/24 Kernhofer Straße 1–16 (Lage) | Mietshäuser mit Kuhgraben Baudenkmale siehe: Kaskelstraße 13 Kernhofer Straße 16 Pfarrstraße 91 | 09095286 – Kernhofer Straße 14, Mietshaus, 1889                                                                |                                      |
| 09095234 | Pfarrstraße 87–94, 96–98, 100–104, 106–108, 110–114, 116–140, 142, 144/146 Hauffstraße 2–4 Kaskelstraße 4, 5/9, 10–16, 17, 19, 21, 22/24 Kernhofer Straße 1–16 (Lage) | Mietshäuser mit Kuhgraben Baudenkmale siehe: Kaskelstraße 13 Kernhofer Straße 16 Pfarrstraße 91 | 09095287 – Kernhofer Straße 15, Mietshaus, 1889                                                                |                                      |
| 09095234 | Pfarrstraße 87–94, 96–98, 100–104, 106–108, 110–114, 116–140, 142, 144/146 Hauffstraße 2–4 Kaskelstraße 4, 5/9, 10–16, 17, 19, 21, 22/24 Kernhofer Straße 1–16 (Lage) | Mietshäuser mit Kuhgraben Baudenkmale siehe: Kaskelstraße 13 Kernhofer Straße 16 Pfarrstraße 91 | 09095235 – Pfarrstraße 87, Wohn- und Gewerbebau, um 1880                                                       |                                      |
| 09095234 | Pfarrstraße 87–94, 96–98, 100–104, 106–108, 110–114, 116–140, 142, 144/146 Hauffstraße 2–4 Kaskelstraße 4, 5/9, 10–16, 17, 19, 21, 22/24 Kernhofer Straße 1–16 (Lage) | Mietshäuser mit Kuhgraben Baudenkmale siehe: Kaskelstraße 13 Kernhofer Straße 16 Pfarrstraße 91 | 09095236 – Pfarrstraße 88 / Hauffstraße 4, Mietshaus, 1898                                                     |                                      |
| 09095234 | Pfarrstraße 87–94, 96–98, 100–104, 106–108, 110–114, 116–140, 142, 144/146 Hauffstraße 2–4 Kaskelstraße 4, 5/9, 10–16, 17, 19, 21, 22/24 Kernhofer Straße 1–16 (Lage) | Mietshäuser mit Kuhgraben Baudenkmale siehe: Kaskelstraße 13 Kernhofer Straße 16 Pfarrstraße 91 | 09095237 – Pfarrstraße 90, Mietshaus, 1895                                                                     |                                      |
| 09095234 | Pfarrstraße 87–94, 96–98, 100–104, 106–108, 110–114, 116–140, 142, 144/146 Hauffstraße 2–4 Kaskelstraße 4, 5/9, 10–16, 17, 19, 21, 22/24 Kernhofer Straße 1–16 (Lage) | Mietshäuser mit Kuhgraben Baudenkmale siehe: Kaskelstraße 13 Kernhofer Straße 16 Pfarrstraße 91 | Remise und Mauer                                                                                               |                                      |
| 09095234 | Pfarrstraße 87–94, 96–98, 100–104, 106–108, 110–114, 116–140, 142, 144/146 Hauffstraße 2–4 Kaskelstraße 4, 5/9, 10–16, 17, 19, 21, 22/24 Kernhofer Straße 1–16 (Lage) | Mietshäuser mit Kuhgraben Baudenkmale siehe: Kaskelstraße 13 Kernhofer Straße 16 Pfarrstraße 91 | 09095239 – Pfarrstraße 92, Mietshaus, 1895                                                                     |                                      |
| 09095234 | Pfarrstraße 87–94, 96–98, 100–104, 106–108, 110–114, 116–140, 142, 144/146 Hauffstraße 2–4 Kaskelstraße 4, 5/9, 10–16, 17, 19, 21, 22/24 Kernhofer Straße 1–16 (Lage) | Mietshäuser mit Kuhgraben Baudenkmale siehe: Kaskelstraße 13 Kernhofer Straße 16 Pfarrstraße 91 | 09095240 – Pfarrstraße 94/96, Mietshaus, 1897                                                                  |                                      |
| 09095234 | Pfarrstraße 87–94, 96–98, 100–104, 106–108, 110–114, 116–140, 142, 144/146 Hauffstraße 2–4 Kaskelstraße 4, 5/9, 10–16, 17, 19, 21, 22/24 Kernhofer Straße 1–16 (Lage) | Mietshäuser mit Kuhgraben Baudenkmale siehe: Kaskelstraße 13 Kernhofer Straße 16 Pfarrstraße 91 | Quergebäude und Mauer                                                                                          |                                      |
| 09095234 | Pfarrstraße 87–94, 96–98, 100–104, 106–108, 110–114, 116–140, 142, 144/146 Hauffstraße 2–4 Kaskelstraße 4, 5/9, 10–16, 17, 19, 21, 22/24 Kernhofer Straße 1–16 (Lage) | Mietshäuser mit Kuhgraben Baudenkmale siehe: Kaskelstraße 13 Kernhofer Straße 16 Pfarrstraße 91 | 09095241 – Pfarrstraße 98, Mietshaus, 1898                                                                     |                                      |
| 09095234 | Pfarrstraße 87–94, 96–98, 100–104, 106–108, 110–114, 116–140, 142, 144/146 Hauffstraße 2–4 Kaskelstraße 4, 5/9, 10–16, 17, 19, 21, 22/24 Kernhofer Straße 1–16 (Lage) | Mietshäuser mit Kuhgraben Baudenkmale siehe: Kaskelstraße 13 Kernhofer Straße 16 Pfarrstraße 91 | 09095242 – Pfarrstraße 102, Mietshaus, 1898                                                                    |                                      |
| 09095234 | Pfarrstraße 87–94, 96–98, 100–104, 106–108, 110–114, 116–140, 142, 144/146 Hauffstraße 2–4 Kaskelstraße 4, 5/9, 10–16, 17, 19, 21, 22/24 Kernhofer Straße 1–16 (Lage) | Mietshäuser mit Kuhgraben Baudenkmale siehe: Kaskelstraße 13 Kernhofer Straße 16 Pfarrstraße 91 | 09095243 – Pfarrstraße 103, Mietshaus, 1890                                                                    |                                      |
| 09095234 | Pfarrstraße 87–94, 96–98, 100–104, 106–108, 110–114, 116–140, 142, 144/146 Hauffstraße 2–4 Kaskelstraße 4, 5/9, 10–16, 17, 19, 21, 22/24 Kernhofer Straße 1–16 (Lage) | Mietshäuser mit Kuhgraben Baudenkmale siehe: Kaskelstraße 13 Kernhofer Straße 16 Pfarrstraße 91 | 09095244 – Pfarrstraße 104, Mietshaus, 1895–1897                                                               |                                      |
| 09095234 | Pfarrstraße 87–94, 96–98, 100–104, 106–108, 110–114, 116–140, 142, 144/146 Hauffstraße 2–4 Kaskelstraße 4, 5/9, 10–16, 17, 19, 21, 22/24 Kernhofer Straße 1–16 (Lage) | Mietshäuser mit Kuhgraben Baudenkmale siehe: Kaskelstraße 13 Kernhofer Straße 16 Pfarrstraße 91 | Quergebäude |                                      |
| 09095234 | Pfarrstraße 87–94, 96–98, 100–104, 106–108, 110–114, 116–140, 142, 144/146 Hauffstraße 2–4 Kaskelstraße 4, 5/9, 10–16, 17, 19, 21, 22/24 Kernhofer Straße 1–16 (Lage) | Mietshäuser mit Kuhgraben Baudenkmale siehe: Kaskelstraße 13 Kernhofer Straße 16 Pfarrstraße 91 | 09095245 – Pfarrstraße 107, Mietshaus, 1895                                                                    |                                      |
| 09095234 | Pfarrstraße 87–94, 96–98, 100–104, 106–108, 110–114, 116–140, 142, 144/146 Hauffstraße 2–4 Kaskelstraße 4, 5/9, 10–16, 17, 19, 21, 22/24 Kernhofer Straße 1–16 (Lage) | Mietshäuser mit Kuhgraben Baudenkmale siehe: Kaskelstraße 13 Kernhofer Straße 16 Pfarrstraße 91 | 09095246 – Pfarrstraße 108, Mietshaus, 1896                                                                    |                                      |
| 09095234 | Pfarrstraße 87–94, 96–98, 100–104, 106–108, 110–114, 116–140, 142, 144/146 Hauffstraße 2–4 Kaskelstraße 4, 5/9, 10–16, 17, 19, 21, 22/24 Kernhofer Straße 1–16 (Lage) | Mietshäuser mit Kuhgraben Baudenkmale siehe: Kaskelstraße 13 Kernhofer Straße 16 Pfarrstraße 91 | Quergebäude |                                      |
| 09095234 | Pfarrstraße 87–94, 96–98, 100–104, 106–108, 110–114, 116–140, 142, 144/146 Hauffstraße 2–4 Kaskelstraße 4, 5/9, 10–16, 17, 19, 21, 22/24 Kernhofer Straße 1–16 (Lage) | Mietshäuser mit Kuhgraben Baudenkmale siehe: Kaskelstraße 13 Kernhofer Straße 16 Pfarrstraße 91 | 09095247 – Pfarrstraße 110, Mietshaus, 1896                                                                    |                                      |
| 09095234 | Pfarrstraße 87–94, 96–98, 100–104, 106–108, 110–114, 116–140, 142, 144/146 Hauffstraße 2–4 Kaskelstraße 4, 5/9, 10–16, 17, 19, 21, 22/24 Kernhofer Straße 1–16 (Lage) | Mietshäuser mit Kuhgraben Baudenkmale siehe: Kaskelstraße 13 Kernhofer Straße 16 Pfarrstraße 91 | 09095248 – Pfarrstraße 111, Mietshaus, 1890                                                                    |                                      |
| 09095234 | Pfarrstraße 87–94, 96–98, 100–104, 106–108, 110–114, 116–140, 142, 144/146 Hauffstraße 2–4 Kaskelstraße 4, 5/9, 10–16, 17, 19, 21, 22/24 Kernhofer Straße 1–16 (Lage) | Mietshäuser mit Kuhgraben Baudenkmale siehe: Kaskelstraße 13 Kernhofer Straße 16 Pfarrstraße 91 | Remise, um 1895                                                                                                |                                      |
| 09095234 | Pfarrstraße 87–94, 96–98, 100–104, 106–108, 110–114, 116–140, 142, 144/146 Hauffstraße 2–4 Kaskelstraße 4, 5/9, 10–16, 17, 19, 21, 22/24 Kernhofer Straße 1–16 (Lage) | Mietshäuser mit Kuhgraben Baudenkmale siehe: Kaskelstraße 13 Kernhofer Straße 16 Pfarrstraße 91 | 09095249 – Pfarrstraße 112, Mietshaus, 1892                                                                    |                                      |
| 09095234 | Pfarrstraße 87–94, 96–98, 100–104, 106–108, 110–114, 116–140, 142, 144/146 Hauffstraße 2–4 Kaskelstraße 4, 5/9, 10–16, 17, 19, 21, 22/24 Kernhofer Straße 1–16 (Lage) | Mietshäuser mit Kuhgraben Baudenkmale siehe: Kaskelstraße 13 Kernhofer Straße 16 Pfarrstraße 91 | 09095250 – Pfarrstraße 113, Mietshaus, 1890                                                                    |                                      |
| 09095234 | Pfarrstraße 87–94, 96–98, 100–104, 106–108, 110–114, 116–140, 142, 144/146 Hauffstraße 2–4 Kaskelstraße 4, 5/9, 10–16, 17, 19, 21, 22/24 Kernhofer Straße 1–16 (Lage) | Mietshäuser mit Kuhgraben Baudenkmale siehe: Kaskelstraße 13 Kernhofer Straße 16 Pfarrstraße 91 | 09095275 – Pfarrstraße 114, Gewerbebau, um 1885                                                                |                                      |
| 09095234 | Pfarrstraße 87–94, 96–98, 100–104, 106–108, 110–114, 116–140, 142, 144/146 Hauffstraße 2–4 Kaskelstraße 4, 5/9, 10–16, 17, 19, 21, 22/24 Kernhofer Straße 1–16 (Lage) | Mietshäuser mit Kuhgraben Baudenkmale siehe: Kaskelstraße 13 Kernhofer Straße 16 Pfarrstraße 91 | 09095251 – Pfarrstraße 116 / Kaskelstraße 9, Mietshaus, 1891                                                   |                                      |
| 09095234 | Pfarrstraße 87–94, 96–98, 100–104, 106–108, 110–114, 116–140, 142, 144/146 Hauffstraße 2–4 Kaskelstraße 4, 5/9, 10–16, 17, 19, 21, 22/24 Kernhofer Straße 1–16 (Lage) | Mietshäuser mit Kuhgraben Baudenkmale siehe: Kaskelstraße 13 Kernhofer Straße 16 Pfarrstraße 91 | 09095252 – Pfarrstraße 117 / Kaskelstraße 12, Mietshaus, 1891                                                  |                                      |
| 09095234 | Pfarrstraße 87–94, 96–98, 100–104, 106–108, 110–114, 116–140, 142, 144/146 Hauffstraße 2–4 Kaskelstraße 4, 5/9, 10–16, 17, 19, 21, 22/24 Kernhofer Straße 1–16 (Lage) | Mietshäuser mit Kuhgraben Baudenkmale siehe: Kaskelstraße 13 Kernhofer Straße 16 Pfarrstraße 91 | 09095253 – Pfarrstraße 118 / Kaskelstraße 10, Mietshaus, 1891                                                  |                                      |
| 09095234 | Pfarrstraße 87–94, 96–98, 100–104, 106–108, 110–114, 116–140, 142, 144/146 Hauffstraße 2–4 Kaskelstraße 4, 5/9, 10–16, 17, 19, 21, 22/24 Kernhofer Straße 1–16 (Lage) | Mietshäuser mit Kuhgraben Baudenkmale siehe: Kaskelstraße 13 Kernhofer Straße 16 Pfarrstraße 91 | 09095254 – Pfarrstraße 119, Mietshaus, 1888                                                                    |                                      |
| 09095234 | Pfarrstraße 87–94, 96–98, 100–104, 106–108, 110–114, 116–140, 142, 144/146 Hauffstraße 2–4 Kaskelstraße 4, 5/9, 10–16, 17, 19, 21, 22/24 Kernhofer Straße 1–16 (Lage) | Mietshäuser mit Kuhgraben Baudenkmale siehe: Kaskelstraße 13 Kernhofer Straße 16 Pfarrstraße 91 | 09095255 – Pfarrstraße 120, Mietshaus, 1889                                                                    |                                      |
| 09095234 | Pfarrstraße 87–94, 96–98, 100–104, 106–108, 110–114, 116–140, 142, 144/146 Hauffstraße 2–4 Kaskelstraße 4, 5/9, 10–16, 17, 19, 21, 22/24 Kernhofer Straße 1–16 (Lage) | Mietshäuser mit Kuhgraben Baudenkmale siehe: Kaskelstraße 13 Kernhofer Straße 16 Pfarrstraße 91 | 09095256 – Pfarrstraße 121, Mietshaus, 1888                                                                    |                                      |
| 09095234 | Pfarrstraße 87–94, 96–98, 100–104, 106–108, 110–114, 116–140, 142, 144/146 Hauffstraße 2–4 Kaskelstraße 4, 5/9, 10–16, 17, 19, 21, 22/24 Kernhofer Straße 1–16 (Lage) | Mietshäuser mit Kuhgraben Baudenkmale siehe: Kaskelstraße 13 Kernhofer Straße 16 Pfarrstraße 91 | 09095257 – Pfarrstraße 122, Mietshaus mit Seitenflügel, 1887                                                   |                                      |
| 09095234 | Pfarrstraße 87–94, 96–98, 100–104, 106–108, 110–114, 116–140, 142, 144/146 Hauffstraße 2–4 Kaskelstraße 4, 5/9, 10–16, 17, 19, 21, 22/24 Kernhofer Straße 1–16 (Lage) | Mietshäuser mit Kuhgraben Baudenkmale siehe: Kaskelstraße 13 Kernhofer Straße 16 Pfarrstraße 91 | Werkstattgebäude, um 1890                                                                                      |                                      |
| 09095234 | Pfarrstraße 87–94, 96–98, 100–104, 106–108, 110–114, 116–140, 142, 144/146 Hauffstraße 2–4 Kaskelstraße 4, 5/9, 10–16, 17, 19, 21, 22/24 Kernhofer Straße 1–16 (Lage) | Mietshäuser mit Kuhgraben Baudenkmale siehe: Kaskelstraße 13 Kernhofer Straße 16 Pfarrstraße 91 | 09095258 – Pfarrstraße 123, Mietshaus, 1888                                                                    |                                      |
| 09095234 | Pfarrstraße 87–94, 96–98, 100–104, 106–108, 110–114, 116–140, 142, 144/146 Hauffstraße 2–4 Kaskelstraße 4, 5/9, 10–16, 17, 19, 21, 22/24 Kernhofer Straße 1–16 (Lage) | Mietshäuser mit Kuhgraben Baudenkmale siehe: Kaskelstraße 13 Kernhofer Straße 16 Pfarrstraße 91 | 09095259 – Pfarrstraße 124, Mietshaus, 1889                                                                    |                                      |
| 09095234 | Pfarrstraße 87–94, 96–98, 100–104, 106–108, 110–114, 116–140, 142, 144/146 Hauffstraße 2–4 Kaskelstraße 4, 5/9, 10–16, 17, 19, 21, 22/24 Kernhofer Straße 1–16 (Lage) | Mietshäuser mit Kuhgraben Baudenkmale siehe: Kaskelstraße 13 Kernhofer Straße 16 Pfarrstraße 91 | Remise, um 1890                                                                                                |                                      |
| 09095234 | Pfarrstraße 87–94, 96–98, 100–104, 106–108, 110–114, 116–140, 142, 144/146 Hauffstraße 2–4 Kaskelstraße 4, 5/9, 10–16, 17, 19, 21, 22/24 Kernhofer Straße 1–16 (Lage) | Mietshäuser mit Kuhgraben Baudenkmale siehe: Kaskelstraße 13 Kernhofer Straße 16 Pfarrstraße 91 | 09095260 – Pfarrstraße 125, Mietshaus, 1887                                                                    |                                      |
| 09095234 | Pfarrstraße 87–94, 96–98, 100–104, 106–108, 110–114, 116–140, 142, 144/146 Hauffstraße 2–4 Kaskelstraße 4, 5/9, 10–16, 17, 19, 21, 22/24 Kernhofer Straße 1–16 (Lage) | Mietshäuser mit Kuhgraben Baudenkmale siehe: Kaskelstraße 13 Kernhofer Straße 16 Pfarrstraße 91 | 09095261 – Pfarrstraße 126, Mietshaus, 1889                                                                    |                                      |
| 09095234 | Pfarrstraße 87–94, 96–98, 100–104, 106–108, 110–114, 116–140, 142, 144/146 Hauffstraße 2–4 Kaskelstraße 4, 5/9, 10–16, 17, 19, 21, 22/24 Kernhofer Straße 1–16 (Lage) | Mietshäuser mit Kuhgraben Baudenkmale siehe: Kaskelstraße 13 Kernhofer Straße 16 Pfarrstraße 91 | 09095262 – Pfarrstraße 127, Mietshaus, 1885                                                                    |                                      |
| 09095234 | Pfarrstraße 87–94, 96–98, 100–104, 106–108, 110–114, 116–140, 142, 144/146 Hauffstraße 2–4 Kaskelstraße 4, 5/9, 10–16, 17, 19, 21, 22/24 Kernhofer Straße 1–16 (Lage) | Mietshäuser mit Kuhgraben Baudenkmale siehe: Kaskelstraße 13 Kernhofer Straße 16 Pfarrstraße 91 | 09095263 – Pfarrstraße 128, Mietshaus, 1887                                                                    |                                      |
| 09095234 | Pfarrstraße 87–94, 96–98, 100–104, 106–108, 110–114, 116–140, 142, 144/146 Hauffstraße 2–4 Kaskelstraße 4, 5/9, 10–16, 17, 19, 21, 22/24 Kernhofer Straße 1–16 (Lage) | Mietshäuser mit Kuhgraben Baudenkmale siehe: Kaskelstraße 13 Kernhofer Straße 16 Pfarrstraße 91 | 09095264 – Pfarrstraße 129, Mietshaus, 1886                                                                    |                                      |
| 09095234 | Pfarrstraße 87–94, 96–98, 100–104, 106–108, 110–114, 116–140, 142, 144/146 Hauffstraße 2–4 Kaskelstraße 4, 5/9, 10–16, 17, 19, 21, 22/24 Kernhofer Straße 1–16 (Lage) | Mietshäuser mit Kuhgraben Baudenkmale siehe: Kaskelstraße 13 Kernhofer Straße 16 Pfarrstraße 91 | 09095265 – Pfarrstraße 131, Mietshaus, 1886                                                                    |                                      |
| 09095234 | Pfarrstraße 87–94, 96–98, 100–104, 106–108, 110–114, 116–140, 142, 144/146 Hauffstraße 2–4 Kaskelstraße 4, 5/9, 10–16, 17, 19, 21, 22/24 Kernhofer Straße 1–16 (Lage) | Mietshäuser mit Kuhgraben Baudenkmale siehe: Kaskelstraße 13 Kernhofer Straße 16 Pfarrstraße 91 | 09095266 – Pfarrstraße 132, Mietshaus, 1885                                                                    |                                      |
| 09095234 | Pfarrstraße 87–94, 96–98, 100–104, 106–108, 110–114, 116–140, 142, 144/146 Hauffstraße 2–4 Kaskelstraße 4, 5/9, 10–16, 17, 19, 21, 22/24 Kernhofer Straße 1–16 (Lage) | Mietshäuser mit Kuhgraben Baudenkmale siehe: Kaskelstraße 13 Kernhofer Straße 16 Pfarrstraße 91 | 09095267 – Pfarrstraße 133, Mietshaus, 1886                                                                    |                                      |
| 09095234 | Pfarrstraße 87–94, 96–98, 100–104, 106–108, 110–114, 116–140, 142, 144/146 Hauffstraße 2–4 Kaskelstraße 4, 5/9, 10–16, 17, 19, 21, 22/24 Kernhofer Straße 1–16 (Lage) | Mietshäuser mit Kuhgraben Baudenkmale siehe: Kaskelstraße 13 Kernhofer Straße 16 Pfarrstraße 91 | 09095268 – Pfarrstraße 134, Mietshaus, 1887                                                                    |                                      |
| 09095234 | Pfarrstraße 87–94, 96–98, 100–104, 106–108, 110–114, 116–140, 142, 144/146 Hauffstraße 2–4 Kaskelstraße 4, 5/9, 10–16, 17, 19, 21, 22/24 Kernhofer Straße 1–16 (Lage) | Mietshäuser mit Kuhgraben Baudenkmale siehe: Kaskelstraße 13 Kernhofer Straße 16 Pfarrstraße 91 | Fachwerkremise                                                                                                 |                                      |
| 09095234 | Pfarrstraße 87–94, 96–98, 100–104, 106–108, 110–114, 116–140, 142, 144/146 Hauffstraße 2–4 Kaskelstraße 4, 5/9, 10–16, 17, 19, 21, 22/24 Kernhofer Straße 1–16 (Lage) | Mietshäuser mit Kuhgraben Baudenkmale siehe: Kaskelstraße 13 Kernhofer Straße 16 Pfarrstraße 91 | 09095269 – Pfarrstraße 136, Mietshaus, 1884                                                                    |                                      |
| 09095234 | Pfarrstraße 87–94, 96–98, 100–104, 106–108, 110–114, 116–140, 142, 144/146 Hauffstraße 2–4 Kaskelstraße 4, 5/9, 10–16, 17, 19, 21, 22/24 Kernhofer Straße 1–16 (Lage) | Mietshäuser mit Kuhgraben Baudenkmale siehe: Kaskelstraße 13 Kernhofer Straße 16 Pfarrstraße 91 | Quergebäude |                                      |
| 09095234 | Pfarrstraße 87–94, 96–98, 100–104, 106–108, 110–114, 116–140, 142, 144/146 Hauffstraße 2–4 Kaskelstraße 4, 5/9, 10–16, 17, 19, 21, 22/24 Kernhofer Straße 1–16 (Lage) | Mietshäuser mit Kuhgraben Baudenkmale siehe: Kaskelstraße 13 Kernhofer Straße 16 Pfarrstraße 91 | 09095270 – Pfarrstraße 138, Mietshaus, 1887                                                                    |                                      |
| 09095234 | Pfarrstraße 87–94, 96–98, 100–104, 106–108, 110–114, 116–140, 142, 144/146 Hauffstraße 2–4 Kaskelstraße 4, 5/9, 10–16, 17, 19, 21, 22/24 Kernhofer Straße 1–16 (Lage) | Mietshäuser mit Kuhgraben Baudenkmale siehe: Kaskelstraße 13 Kernhofer Straße 16 Pfarrstraße 91 | Remise |                                      |
| 09095234 | Pfarrstraße 87–94, 96–98, 100–104, 106–108, 110–114, 116–140, 142, 144/146 Hauffstraße 2–4 Kaskelstraße 4, 5/9, 10–16, 17, 19, 21, 22/24 Kernhofer Straße 1–16 (Lage) | Mietshäuser mit Kuhgraben Baudenkmale siehe: Kaskelstraße 13 Kernhofer Straße 16 Pfarrstraße 91 | 09095271 – Pfarrstraße 139, Mietshaus, 1882                                                                    |                                      |
| 09095234 | Pfarrstraße 87–94, 96–98, 100–104, 106–108, 110–114, 116–140, 142, 144/146 Hauffstraße 2–4 Kaskelstraße 4, 5/9, 10–16, 17, 19, 21, 22/24 Kernhofer Straße 1–16 (Lage) | Mietshäuser mit Kuhgraben Baudenkmale siehe: Kaskelstraße 13 Kernhofer Straße 16 Pfarrstraße 91 | 09095272 – Pfarrstraße 140, Mietshaus, 1892                                                                    |                                      |
| 09095234 | Pfarrstraße 87–94, 96–98, 100–104, 106–108, 110–114, 116–140, 142, 144/146 Hauffstraße 2–4 Kaskelstraße 4, 5/9, 10–16, 17, 19, 21, 22/24 Kernhofer Straße 1–16 (Lage) | Mietshäuser mit Kuhgraben Baudenkmale siehe: Kaskelstraße 13 Kernhofer Straße 16 Pfarrstraße 91 | 09095273 – Pfarrstraße 142, Mietshaus, 1893                                                                    |                                      |
| 09095234 | Pfarrstraße 87–94, 96–98, 100–104, 106–108, 110–114, 116–140, 142, 144/146 Hauffstraße 2–4 Kaskelstraße 4, 5/9, 10–16, 17, 19, 21, 22/24 Kernhofer Straße 1–16 (Lage) | Mietshäuser mit Kuhgraben Baudenkmale siehe: Kaskelstraße 13 Kernhofer Straße 16 Pfarrstraße 91 | 09095274 – Pfarrstraße 144/146 / Marktstraße 1, Mietshaus, 1893                                                |                                      |
| 09095234 | Pfarrstraße 87–94, 96–98, 100–104, 106–108, 110–114, 116–140, 142, 144/146 Hauffstraße 2–4 Kaskelstraße 4, 5/9, 10–16, 17, 19, 21, 22/24 Kernhofer Straße 1–16 (Lage) | Mietshäuser mit Kuhgraben Baudenkmale siehe: Kaskelstraße 13 Kernhofer Straße 16 Pfarrstraße 91 | Nicht konstituierende Bestandteile des Ensembles: Pfarrstraße 89; 93; 97; 101; 135; 137 Kernhofer Straße 8; 10 |                                      |

## Denkmalbereiche (Gesamtanlagen)
| Nr.      | Lage | Offizielle Bezeichnung                                                                    | Beschreibung                                                             | Bild       |
| -------- | --- | ----------------------------------------------------------------------------------------- | ------------------------------------------------------------------------ | ---------- |
| 09040199 | Archibaldweg 28/40 Giselastraße 27–31 Münsterlandstraße 2/12 Rupprechtstraße 12–19 (Lage)                                                       | Wohnhof Archibaldweg                                                                      | Wohnhof, 1925–1930 von Bruno Ahrends                                     |            |
| 09040199 | Archibaldweg 28/40 Giselastraße 27–31 Münsterlandstraße 2/12 Rupprechtstraße 12–19 (Lage)                                                       | Wohnhof Archibaldweg                                                                      | Wohnzeile am Archibaldweg                                                |            |
| 09040199 | Archibaldweg 28/40 Giselastraße 27–31 Münsterlandstraße 2/12 Rupprechtstraße 12–19 (Lage)                                                       | Wohnhof Archibaldweg                                                                      | Wohngebäude im Hof                                                       |            |
| 09040199 | Archibaldweg 28/40 Giselastraße 27–31 Münsterlandstraße 2/12 Rupprechtstraße 12–19 (Lage)                                                       | Wohnhof Archibaldweg                                                                      | Freiflächen des Wohnhofs                                                 |            |
| 09095209 | Betriebs- und Abstellbahnhof Rummelsburg (Lage)                                                                                                 | Dienstgebäude und Lokomotiv – Rundschuppen                                                | Dienstgebäude, um 1895                                                   |            |
| 09095209 | Betriebs- und Abstellbahnhof Rummelsburg (Lage)                                                                                                 | Dienstgebäude und Lokomotiv – Rundschuppen                                                | Lokschuppen                                                              |            |
| 09040194 | Friedastraße 9–15 Irenenstraße 8–13 Metastraße 19/21 (Lage)                                                                                     | Wohnanlage                                                                                | Wohnzeile Irenenstraße, 1930–1933 von Adolf Rading                       |            |
| 09040194 | Friedastraße 9–15 Irenenstraße 8–13 Metastraße 19/21 (Lage)                                                                                     | Wohnanlage                                                                                | Wohnhof Metastraße                                                       |            |
| 09040194 | Friedastraße 9–15 Irenenstraße 8–13 Metastraße 19/21 (Lage)                                                                                     | Wohnanlage                                                                                | Wohnzeile Friedastraße                                                   |            |
| 09095200 | Hauptstraße 7 An den Knabenhäusern 10, 12 (Lage)                                                                                                | Waisenhaus Rummelsburg                                                                    | 2 Knabenhäuser, 1854–1859 von Gustav Holzmann                            |            |
| 09095200 | Hauptstraße 7 An den Knabenhäusern 10, 12 (Lage)                                                                                                | Waisenhaus Rummelsburg                                                                    | straßenseitige Einfriedung                                               |            |
| 09096040 | Hauptstraße 8 Erich-Müller-Straße 12 Georg-Löwenstein-Straße 6/32 Hildegard Marcusson-Straße 21/29, 41/49 Karl-Wilker-Straße 2–10, 14–22 (Lage) | ehem. Städtisches Arbeitshaus Rummelsburg (Gefängnis Rummelsburg)                         | Verwaltungsgebäude, 1877–1879 von Hermann Blankenstein; Arresthaus, 1894 |            |
| 09096040 | Hauptstraße 8 Erich-Müller-Straße 12 Georg-Löwenstein-Straße 6/32 Hildegard Marcusson-Straße 21/29, 41/49 Karl-Wilker-Straße 2–10, 14–22 (Lage) | ehem. Städtisches Arbeitshaus Rummelsburg (Gefängnis Rummelsburg)                         | Block D & F                                                              |            |
| 09096040 | Hauptstraße 8 Erich-Müller-Straße 12 Georg-Löwenstein-Straße 6/32 Hildegard Marcusson-Straße 21/29, 41/49 Karl-Wilker-Straße 2–10, 14–22 (Lage) | ehem. Städtisches Arbeitshaus Rummelsburg (Gefängnis Rummelsburg)                         | Block C                                                                  |            |
| 09096040 | Hauptstraße 8 Erich-Müller-Straße 12 Georg-Löwenstein-Straße 6/32 Hildegard Marcusson-Straße 21/29, 41/49 Karl-Wilker-Straße 2–10, 14–22 (Lage) | ehem. Städtisches Arbeitshaus Rummelsburg (Gefängnis Rummelsburg)                         | Block A/B                                                                |            |
| 09096040 | Hauptstraße 8 Erich-Müller-Straße 12 Georg-Löwenstein-Straße 6/32 Hildegard Marcusson-Straße 21/29, 41/49 Karl-Wilker-Straße 2–10, 14–22 (Lage) | ehem. Städtisches Arbeitshaus Rummelsburg (Gefängnis Rummelsburg)                         | Vollzugsgebäude (Zellentrakte), Häuser 1–6                               |            |
| 09096040 | Hauptstraße 8 Erich-Müller-Straße 12 Georg-Löwenstein-Straße 6/32 Hildegard Marcusson-Straße 21/29, 41/49 Karl-Wilker-Straße 2–10, 14–22 (Lage) | ehem. Städtisches Arbeitshaus Rummelsburg (Gefängnis Rummelsburg)                         | Wäscherei                                                                |            |
| 09096040 | Hauptstraße 8 Erich-Müller-Straße 12 Georg-Löwenstein-Straße 6/32 Hildegard Marcusson-Straße 21/29, 41/49 Karl-Wilker-Straße 2–10, 14–22 (Lage) | ehem. Städtisches Arbeitshaus Rummelsburg (Gefängnis Rummelsburg)                         | Haus 7, Tischlerei, später Schälküche                                    |            |
| 09096040 | Hauptstraße 8 Erich-Müller-Straße 12 Georg-Löwenstein-Straße 6/32 Hildegard Marcusson-Straße 21/29, 41/49 Karl-Wilker-Straße 2–10, 14–22 (Lage) | ehem. Städtisches Arbeitshaus Rummelsburg (Gefängnis Rummelsburg)                         | Turm des Heizhauses                                                      |            |
| 09096040 | Hauptstraße 8 Erich-Müller-Straße 12 Georg-Löwenstein-Straße 6/32 Hildegard Marcusson-Straße 21/29, 41/49 Karl-Wilker-Straße 2–10, 14–22 (Lage) | ehem. Städtisches Arbeitshaus Rummelsburg (Gefängnis Rummelsburg)                         | Teilverlust: Heizhaus, Abriss 2002–2004                                  |            |
| 09096040 | Hauptstraße 8 Erich-Müller-Straße 12 Georg-Löwenstein-Straße 6/32 Hildegard Marcusson-Straße 21/29, 41/49 Karl-Wilker-Straße 2–10, 14–22 (Lage) | ehem. Städtisches Arbeitshaus Rummelsburg (Gefängnis Rummelsburg)                         | Arresthaus für männliche Corrigenden, 1894                               |            |
| 09096040 | Hauptstraße 8 Erich-Müller-Straße 12 Georg-Löwenstein-Straße 6/32 Hildegard Marcusson-Straße 21/29, 41/49 Karl-Wilker-Straße 2–10, 14–22 (Lage) | Denkmalverlust:                                                                           | Küchengebäude & Bibliothek, Abriss 2002–2004                             |            |
| 09096040 | Hauptstraße 8 Erich-Müller-Straße 12 Georg-Löwenstein-Straße 6/32 Hildegard Marcusson-Straße 21/29, 41/49 Karl-Wilker-Straße 2–10, 14–22 (Lage) | Denkmalverlust:                                                                           | Haus 9, Abriss 2002–2004                                                 |            |
| 09096040 | Hauptstraße 8 Erich-Müller-Straße 12 Georg-Löwenstein-Straße 6/32 Hildegard Marcusson-Straße 21/29, 41/49 Karl-Wilker-Straße 2–10, 14–22 (Lage) | Denkmalverlust:                                                                           | Lager, Abriss 2002–2004                                                  |            |
| 09096026 | Hauptstraße 11–12 Gustav-Holzmann-Straße (Lage)                                                                                                 | Anilinfabrik (Agfa/I.G. Farben Tochter Aceta GmbH) Bestandteil des Ensembles: Aceta-Werke | Verwaltungsgebäude 1912–1916 von Paul Karchow                            |            |
| 09096026 | Hauptstraße 11–12 Gustav-Holzmann-Straße (Lage)                                                                                                 | Anilinfabrik (Agfa/I.G. Farben Tochter Aceta GmbH) Bestandteil des Ensembles: Aceta-Werke | Etagenfabrik, Einfriedung, 1912–1916 von Paul Karchow                    |            |
| 09096026 | Hauptstraße 11–12 Gustav-Holzmann-Straße (Lage)                                                                                                 | Anilinfabrik (Agfa/I.G. Farben Tochter Aceta GmbH) Bestandteil des Ensembles: Aceta-Werke | Einfriedung                                                              |            |
| 09096026 | Hauptstraße 11–12 Gustav-Holzmann-Straße (Lage)                                                                                                 | Anilinfabrik (Agfa/I.G. Farben Tochter Aceta GmbH) Bestandteil des Ensembles: Aceta-Werke | Erweiterungsbau um 1926                                                  |            |
| 09095208 | Hauptstraße 24–26 Saganer Straße (Lage) | Eisenbahn-Dienstwohnhäuser                                                                | Haupt-Eisenbahn-Diensthaus, 1884                                         |            |
| 09095208 | Hauptstraße 24–26 Saganer Straße (Lage) | Eisenbahn-Dienstwohnhäuser                                                                | 2 Eisenbahn-Diensthäuser, 1884                                           |            |
| 09095208 | Hauptstraße 24–26 Saganer Straße (Lage) | Eisenbahn-Dienstwohnhäuser                                                                | zwei Remisen                                                             |            |
| 09096018 | Köpenicker Chaussee 1–4 (Lage) | Städtische Flußbadeanstalt Lichtenberg                                                    | Wohn- und Technikgebäude, 1925–1928 von Rudolf Gleye                     |            |
| 09096018 | Köpenicker Chaussee 1–4 (Lage) | Städtische Flußbadeanstalt Lichtenberg                                                    | Verwaltungs- und Restaurationsgebäude                                    |            |
| 09096018 | Köpenicker Chaussee 1–4 (Lage) | Städtische Flußbadeanstalt Lichtenberg                                                    | Kühlwasserkanalausfluß                                                   |            |
| 09096018 | Köpenicker Chaussee 1–4 (Lage) | Städtische Flußbadeanstalt Lichtenberg                                                    | Schwimmbeckeneinfassung der Uferzone                                     |            |
| 09040001 | Köpenicker Chaussee 8, 42–45 (Lage) | Kraftwerk Klingenberg                                                                     | Verwaltungsgebäude, 1925–1926 von Waltar Klingenberg und Werner Issel    |            |
| 09040001 | Köpenicker Chaussee 8, 42–45 (Lage) | Kraftwerk Klingenberg                                                                     | Maschinenhausvorbau                                                      |            |
| 09040001 | Köpenicker Chaussee 8, 42–45 (Lage) | Kraftwerk Klingenberg                                                                     | Maschinenhaus                                                            |            |
| 09040001 | Köpenicker Chaussee 8, 42–45 (Lage) | Kraftwerk Klingenberg                                                                     | Schalthaus                                                               |            |
| 09040001 | Köpenicker Chaussee 8, 42–45 (Lage) | Kraftwerk Klingenberg                                                                     | Kohlenmahlanlage                                                         |            |
| 09040001 | Köpenicker Chaussee 8, 42–45 (Lage) | Kraftwerk Klingenberg                                                                     | Einfriedungsmauer                                                        |            |
| 09040001 | Köpenicker Chaussee 8, 42–45 (Lage) | Kraftwerk Klingenberg                                                                     | Klingenbergbrücke über den Stichkanal                                    |            |
| 09095338 | Köpenicker Chaussee 24–39 Blockdammweg 1 (Lage)                                                                                                 | Gaswerksiedlung                                                                           | 1925–1926 von Ernst Engelmann & Emil Fangmeyer                           |            |
| 09095216 | Marktstraße 9–13 (Lage) | Schule & Feuerwehr                                                                        | Schulgebäude, 1906–1908 von Ringel                                       |            |
| 09095216 | Marktstraße 9–13 (Lage) | Schule & Feuerwehr                                                                        | Turnhalle                                                                | Feuerwache |
| 09095216 | Marktstraße 9–13 (Lage) | Schule & Feuerwehr                                                                        | Feuerwache                                                               | Feuerwache |
| 09095216 | Marktstraße 9–13 (Lage) | Schule & Feuerwehr                                                                        | Turm der Feuerwehrwache                                                  |            |
| 09095216 | Marktstraße 9–13 (Lage) | Schule & Feuerwehr                                                                        | Umfassungsmauer                                                          |            |
| 09095229 | Nöldnerstraße 43 (Lage) | Ev. Erlöserkirche                                                                         | 1889–1892 von Max Spitta                                                 |            |
| 09095229 | Nöldnerstraße 43 (Lage) | Ev. Erlöserkirche                                                                         | Gemeindehaus                                                             |            |
| 09095228 | Nöldnerstraße 44 (Lage) | Schule                                                                                    | 1890–1891 von Goltsch                                                    |            |
| 09095228 | Nöldnerstraße 44 (Lage) | Schule                                                                                    | Turnhalle                                                                |            |
| 09095224 | Schlichtallee 20–24 Fischerstraße 34–36 (Lage)                                                                                                  | Oberlyzeum, Mittel-, Gemeinde-, Berufsschule Lichtenberg                                  | Eingangsgebäude mit Aula, 1929–1932 von Max Taut                         |            |
| 09095224 | Schlichtallee 20–24 Fischerstraße 34–36 (Lage)                                                                                                  | Oberlyzeum, Mittel-, Gemeinde-, Berufsschule Lichtenberg                                  | straßenseitige Freiflächen                                               |            |
| 09095224 | Schlichtallee 20–24 Fischerstraße 34–36 (Lage)                                                                                                  | Oberlyzeum, Mittel-, Gemeinde-, Berufsschule Lichtenberg                                  | Schulgebäude                                                             |            |
| 09095224 | Schlichtallee 20–24 Fischerstraße 34–36 (Lage)                                                                                                  | Oberlyzeum, Mittel-, Gemeinde-, Berufsschule Lichtenberg                                  | zweistöckiger Klassentrakt                                               |            |
| 09095224 | Schlichtallee 20–24 Fischerstraße 34–36 (Lage)                                                                                                  | Oberlyzeum, Mittel-, Gemeinde-, Berufsschule Lichtenberg                                  | Turnhalle                                                                |            |
| 09095224 | Schlichtallee 20–24 Fischerstraße 34–36 (Lage)                                                                                                  | Oberlyzeum, Mittel-, Gemeinde-, Berufsschule Lichtenberg                                  | Abort                                                                    |            |
| 09095224 | Schlichtallee 20–24 Fischerstraße 34–36 (Lage)                                                                                                  | Oberlyzeum, Mittel-, Gemeinde-, Berufsschule Lichtenberg                                  | Garage                                                                   |            |
| 09040200 | Weitlingstraße 19/21, 25/27 Wönnichstraße 16/26 (Lage)                                                                                          | Wohnanlage                                                                                | 2 Wohnzeilen auf dem Hof, um 1930 von Raatz                              |            |
| 09040200 | Weitlingstraße 19/21, 25/27 Wönnichstraße 16/26 (Lage)                                                                                          | Wohnanlage                                                                                | 2 straßenseitige Wohnzeilen                                              |            |

## Baudenkmale
| Nr.      | Lage                                                                               | Offizielle Bezeichnung                                                                   | Beschreibung                                   | Bild             |
| -------- | ---------------------------------------------------------------------------------- | ---------------------------------------------------------------------------------------- | ---------------------------------------------- | ---------------- |
| 09096022 | Betriebs- und Abstellbahnhof Rummelsburg (Lage)                                    | Stellwerk Rs VI mit Handstellwerk                                                        | um 1905                                        |                  |
| 09095359 | Betriebs- und Abstellbahnhof Rummelsburg (Lage)                                    | Mechanisches Stellwerk                                                                   | 1934 und 1937                                  |                  |
| 09096020 | Betriebs- und Abstellbahnhof Rummelsburg (Lage)                                    | Ostbahnüberführung Rummelsburg                                                           | 1930–1932                                      |                  |
| 09095356 | Betriebs- und Abstellbahnhof Rummelsburg (südlich der Wallensteinstraße 20) (Lage) | Wasserturm                                                                               | 1912–1914 von D. Hirsch                        |                  |
| 09095342 | Blockdammweg 3/27 (Lage)                                                           | Verwaltungsgebäude des Gaswerks Lichtenberg                                              | 1913–1914                                      |                  |
| 09095341 | Blockdammweg 3/27 (Lage)                                                           | Wasserturm des Gaswerks Lichtenberg                                                      | 1929 von Bruno Schneidereit                    |                  |
| 09040209 | Frankfurter Allee 286 Rosenfelder Straße 7 (Lage)                                  | Mietshaus                                                                                | um 1890                                        |                  |
| 09096030 | Gustav-Holzmann-Straße 4 (Lage)                                                    | IG Farben AG Aceta Bestandteil des Ensembles: Aceta-Werke                                | Laborgebäude, um 1926                          |                  |
| 09095232 | Hirschberger Straße 4 (Lage)                                                       | Knorr-Bremse AG, Berliner Bremsenwerk                                                    | 1922–1927 von Alfred Grenander                 |                  |
| 09040210 | Irenenstraße 2–3 (Lage)                                                            | Mietshaus                                                                                | 1930                                           |                  |
| 09095313 | Kaskelstraße 13 (Lage)                                                             | Mietshaus Bestandteil des Ensembles: Pfarrstraße                                         | 1892                                           |                  |
| 09046372 | Kaskelstraße 30 (Lage)                                                             | Mietshaus                                                                                | um 1890                                        |                  |
| 09095288 | Kernhofer Straße 16 (Lage)                                                         | Fabrikgebäude Bestandteil des Ensembles: Pfarrstraße                                     | um 1895                                        |                  |
| 09040180 | Lückstraße 18 (Lage)                                                               | Kolonistenhaus Bestandteil des Ensembles: Lückstraße                                     | 1789                                           |                  |
| 09040181 | Lückstraße 20 (Lage)                                                               | Kolonistenhaus Bestandteil des Ensembles: Lückstraße                                     | 1827                                           |                  |
| 09095221 | Marktstraße 2–3 (Lage)                                                             | Jahn-Realprogymnasium                                                                    | 1906–1907 von Arthur Müller und Conrad Stumm   |                  |
| 09040212 | Metastraße 2/30 (Lage)                                                             | Wohnanlage                                                                               | 1931 von Paul Rudolf Henning                   |                  |
| 09095222 | Nöldnerstraße 15–16 (Lage)                                                         | Wohnhaus und ehem. Schrotkugelfabrik                                                     | 2 Wohnhäuser, 1907–1908 und 1913               | Nöldnerstr 15/16 |
| 09095222 | Nöldnerstraße 15–16 (Lage)                                                         | Wohnhaus und ehem. Schrotkugelfabrik                                                     | ehem. Schrotkugelfabrik mit Schrotkugelturm    | Schrotkugelturm  |
| 09095223 | Nöldnerstraße 19 (Lage)                                                            | Mietshaus                                                                                | 1871–1875                                      |                  |
| 09046371 | Nöldnerstraße 40–42 (Lage)                                                         | ehem. Krankenhaus                                                                        | um 1910, 1948–1953                             |                  |
| 09095238 | Pfarrstraße 91 (Lage)                                                              | Mietshaus Bestandteil des Ensembles: Pfarrstraße                                         | um 1878, Umbau 1886–1889                       |                  |
| 09040190 | Rosenfelder Straße (Lage)                                                          | S-Bahn-Betriebswerk                                                                      | Alte Wagenhalle, um 1905                       |                  |
| 09040190 | Rosenfelder Straße (Lage)                                                          | S-Bahn-Betriebswerk                                                                      | Neue Wagenhalle, um 1955 von Günter Worlitzsch |                  |
| 09095307 | Spittastraße 20 (Lage)                                                             | Wohnhaus                                                                                 | 1885                                           |                  |
| 09095227 | Spittastraße 38A, 40 (Lage)                                                        | Doppelhaus und Werkstattgebäude (ehem. Wagenfedernschmiede)                              | 1872–1873                                      |                  |
| 09095227 | Spittastraße 38A, 40 (Lage)                                                        | Doppelhaus und Werkstattgebäude (ehem. Wagenfedernschmiede)                              | Werkstattgebäude                               |                  |
| 09095226 | Türrschmidtstraße 17 (Lage)                                                        | Mietshaus                                                                                | 1871–1875                                      |                  |
| 09040220 | Wönnichstraße 5–7 (Lage)                                                           | Schule                                                                                   | 1907–1908 von Franz Knipping                   |                  |
| 09096037 | Zur Alten Flussbadeanstalt 4 (Lage)                                                | IG Farben AG Aceta, Labor- und Produktionsgebäude Bestandteil des Ensembles: Aceta-Werke | 1936–1938                                      |                  |

## Ehemalige Denkmale
| Nr.       | Lage                   | Offizielle Bezeichnung | Beschreibung | Bild                                  |
| --------- | ---------------------- | --- | --- | ------------------------------------- |
| unbekannt | Blockdammweg 3/27      | Gaswerk mit Verwaltungsgebäude, Wasserturm und Kameradschaftshaus Baudenkmale siehe: Blockdammweg 3/27, Verwaltungsgebäude; Wasserturm nach 2001 kein Denkmalensemble mehr | Ehemaliger Bestandteil des Ensembles: | Ehemaliger Bestandteil des Ensembles: |
| unbekannt | Blockdammweg 3/27      | Gaswerk mit Verwaltungsgebäude, Wasserturm und Kameradschaftshaus Baudenkmale siehe: Blockdammweg 3/27, Verwaltungsgebäude; Wasserturm nach 2001 kein Denkmalensemble mehr | unbekannt – Kameradschaftshaus, nach 1941                                                                                                 |                                       |
| 09095215  | Schlichtallee (Lage)   | Unterführung bis 30. November 2011 | um 1903 |                                       |
| 09040526  | Stadthausstraße (Lage) | Eisenbahnbrücke bis 4. Juli 2012 | Baujahr 1903, Brücke wurde 2005–2006 durch Neubau ersetzt. Hartungsche Säulen sind nun als Denkmal wenige Meter weiter nördlich erhalten. |                                       |